# ジョージア国内オリンピック委員会
ジョージア国内オリンピック委員会（ジョージアこくないオリンピックいいんかい、グルジア語: საქართველოს ეროვნული ოლიმპიური კომიტეტი、英語: Georgian National Olympic Committee; GNOC）は、南コーカサスにあるジョージア（グルジア）の国内オリンピック委員会。1989年に設立され、1993年に国際オリンピック委員会に加盟した。
本部は首都のトビリシに置かれている。国際オリンピック委員会、ヨーロッパオリンピック委員会、その他の国際的なスポーツ団体組織に加盟している。ジョージアのスポーツ界を発展させるための活動を行っている。

## 歴史
日本では2015年4月に政府が外名を変更したことを受けて日本オリンピック委員会（JOC）や大半の報道機関が本委員会の呼称を「グルジア国内オリンピック委員会」から「ジョージア国内オリンピック委員会」に変更しているが、国際オリンピック委員会（IOC）に国名の変更が届け出られた訳ではない。IOCにおいて本委員会の国名は加盟当初から現在まで一貫してIOC公用語のフランス語では"Géorgie"（ジェオルジ）、英語では"Georgia"（ジョージア）である。

### 創設とオリンピック初出場
| 会長                           | 期間          |
| ------------------------------ | ------------- |
| ノナ・ガプリンダシヴィリ       | 1989年—1996年 |
| ヤンスク・バグラティオニ       | 1996年—2004年 |
| バドリ・パタルカツィシュヴィリ | 2004年—2007年 |
| ギオルギ・トパゼ               | 2007年—2008年 |
| ギオルギ・ナツヴリシヴィリ     | 2008年—2012年 |
| レリ・ハベロフ                 | 2012年—現在   |

ソビエト連邦では1980年代後半から民主化が進められたが、この流れはスポーツの世界にも影響を与えた。1988年ソウルオリンピックの同年、ラトビア、リトアニア、エストニアはそれぞれ独立の国内オリンピック委員会を設置すると発表した。1989年10月6日、当時のグルジア・ソビエト社会主義共和国のオリンピック準備委員会はトビリシのチェス会館で会合を行い、グルジア国内オリンピック委員会の発足を発表した。この会議に出席した377名の代表者は、全会一致で国内オリンピック委員会の組織体制および憲章作成の決議を支持した。そしてグルジア国内オリンピック委員会は、自身の目的について「オリンピック憲章に基づき、国内でのオリンピック・ムーブメントとスポーツの発展、振興、保護を促進すること」であると述べた。加えて国内オリンピック委員会を創設したもう一つの目的として、オリンピックその他の国際大会に、独立国として代表選手を輩出することを掲げた。初代会長には国際的な有名なチェス棋士であるノナ・ガプリンダシヴィリが選出された。副会長にはヴィクトル・サネイエフ、テンギズ・ガチェチラゼ、パアタ・ナツヴリシヴィリが、事務局長にはダヴィド・キンツラシヴィリが就任した。
ソビエト連邦オリンピック委員会がいくつかの独立したオリンピック委員会に分裂していく潮流は、ソビエト連邦のスポーツ界の一体性を脅かすものであった。ソビエト連邦構成共和国はそれぞれ独自のオリンピック委員会を設立し、やがて過半数を占めるようになった。ロシア連邦もまた、ロシアオリンピック委員会を発足させた。ロシアオリンピック委員会はモスクワのホテル「スポルト」で設立会議を行い、初代会長に飛込競技の元王者ウラジーミル・ヴァシンを据えた。ロシアオリンピック委員会の目的は、国家の団結を維持してオリンピック・ムーブメントを推進し、分裂や人材の流出を防ぐことであった。1991年のジョージア独立とソビエト連邦の崩壊を経て、ロシアオリンピック委員会は1992年バルセロナオリンピックに向け、国際オリンピック委員会への加盟が間に合っていないジョージアら旧ソビエト連邦諸国の選手を集め、統一チームを組織した。
オリンピック直前の1992年3月9日、国際オリンピック委員会はジョージア国内オリンピック委員会に対して、オリンピックのジョージア選手団のオリンピック予選参加を条件付きで認めた。そして1993年9月23日、モナコで開催された第99次IOC総会において、ジョージア国内オリンピック委員会はジョージア国内におけるオリンピック・ムーブメント推進の正式な代表組織であると承認された。また同年、ヨーロッパオリンピック委員会もジョージア国内オリンピック委員会を加盟組織として承認した。ジョージア国内オリンピック委員会は各国のオリンピック委員会と二国間の協力協定を順次締結していった。加えて国内12地域組織、ジョージアオリンピックアカデミー、ジョージアオリンピアンズ協会、オリンピック博物館について統括範囲に置いた。

### パタルカツィシュヴィリによる運営

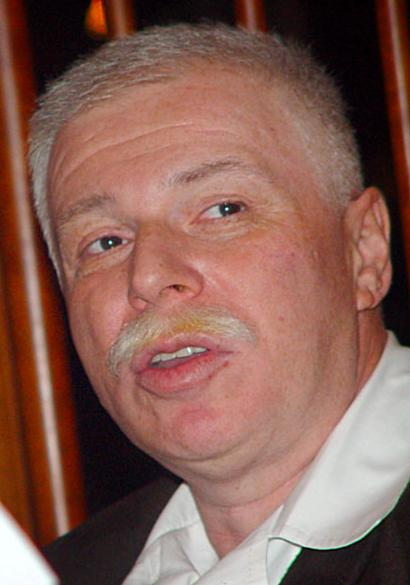
バドリ・パタルカツィシュヴィリ

1996年、ジョージア国内オリンピック委員会では、国会副議長を務めたスポーツ庁高官ヤンスク・バグラティオニが会長に就いた。彼は2004年に「健康上の理由」により辞任した。ジョージア国内オリンピック委員会は後任の選挙を行い、新会長候補4人の中からジョージア出身のロシア人実業家として知名度が高かったバドリ・パタルカツィシュヴィリを選任した。その当時、ロシア司法当局は彼について詐欺容疑で捜査していると発表していた。パタルカツィシュヴィリはジョージアに帰国し、2002年にジョージアの市民権を獲得した。パタルカツィシュヴィリの立候補に関しては、ミヘイル・サアカシュヴィリ大統領やズラブ・ジワニア首相らが積極的な支持を示した。各メディアの報道によると、パタルカツィシュヴィリは2002年にジョージアへ帰国後、サッカーチームやバスケットボールチームを抱える総合スポーツクラブ「ディナモ・トビリシ」を購入し、同クラブを倒産の危機から救った。2002年、彼は約500万ドルを拠出して、オリンピックジョージア財団を設立した。さらにパタルカツィシュヴィリはアテネオリンピックに出場する33選手全員のトレーニング費用の大部分を出資した。そして大会後、金メダルを獲得した重量挙げのギオルギ・アサニゼと柔道90kg級のズラブ・ズビャダウリに対して25万ドルを報奨金として渡した。
選挙直前、パタルカツィシュヴィリと争う3候補は立候補の取り止めを表明した。彼らは「この選出方法には不満がある」との意思を示した。パタルカツィシュヴィリは対立候補の撤退について「この選挙は“民主的”である」と述べた。そして2004年12月17日、会長選挙が実施され、唯一の立候補者であるパタルカツィシュヴィリが勝利した。
2006年春、パタルカツィシュヴィリはジョージア当局に対して公然と批判を行った。国民の政治的権利が侵害されており、企業に対して不当な圧力がかけられていることを糾弾した。与党「統一国民運動」の代表はこれに対して、パタルカツィシュヴィリを「野党の影のリーダー」と揶揄し、パタルカツィシュヴィリの資金は犯罪行為によって得られたものであると非難した。そしてパタルカツィシュヴィリは間もなくロンドンへと移動した。2007年3月初旬、パタルカツィシュヴィリは「ジョージアで政治活動やビジネス活動を行うつもりはない」と述べた。同年9月、パタルカツィシュヴィリは別件で元国防相イラクリー・オクルアシュヴィリが失脚した件に言及し、ミヘイル・サアカシュヴィリ大統領を非難した。後にオクルアシュヴィリの証言には証拠性がないことが認められたが、ジョージアの一部議員からは、ジョージア国内オリンピック委員会の会長職からは商業性が排除されるべきとの声が上がった。これはパタルカツィシュヴィリに対する牽制であると考えられた。ジョージア国内オリンピック委員会のカヤ・ゲツァゼ委員（ジョージアレスリング連盟会長）は会議において、「現在のジョージア国内オリンピック委員会は、会長とその周囲にいる人物らを信用できない」と述べた。その理由として「彼は政治的要素を多く持っており、スポーツ分野に注力することができていない」と説明した。
2007年10月9日、ジョージア国内オリンピック委員会の2007年度執行委員会は緊急会議を招集し、「委員会規則の改定可能性」を議論した。会議の結果、ジョージア国内オリンピック委員会はパタルカツィシュヴィリについて、会長職を暫定的に停止すると発表した。加えて彼の職務に関しては副会長ギオルギ・トパゼが引き継ぐことになった。会長職の最終的な処遇決定については、10月29日のジョージア国内オリンピック委員会臨時会議にて決定することになった。翌日、ジョージア国内オリンピック委員会の法定代理人イメダ・フツィシュヴィリは、「不当」な会議が開催されたと発表した。投票プロセスに関して不適切な部分があったためである。彼によると、会議出席者38名のうちウォータースポーツ連盟会長ギオルギ・ウデシアニら19名は、同年5月の執行委員会にて退任済みであり、「投票権を有していない」状態であった。執行委員会において決定に反対した唯一の委員ノナ・ガプリンダシヴィリは、「大臣やスポーツ省の幹部らが執行委員会に圧力を加えてきた」と述べた。またレリ・ハベロフ副会長は「この決定は圧力によって行われた。執行委員会の委員――事務局長や副会長代行らは、会議の事実すら知らなかった」と主張した。
レリ・ハベロフ副会長は1992年バルセロナオリンピックにおいてレスリング男子フリースタイル100kg級で金メダルを獲得。また世界選手権において5度の優勝を飾った。レリ・ハベロフ副会長は2008年ジョージア大統領選挙に立候補したバドリ・パタルカツィシュヴィリの支持に回った。これにより当局との新たな軋轢を抱え始めた。その後2008年、ハベロフは南オセチア紛争について非難を行った。そして間もなく彼はジョージアからウラジカフカスへと移動した。ジョージア国内オリンピック委員会は2008年10月31日、元カヘティ州知事ギオルギ・ナツヴリシヴィリを会長に選出した。2012年、ジョージア国会議員選挙においてレリ・ハベロフが「ジョージアの夢」から当選した。同年12月20日、ジョージア国内オリンピック委員会はハベロフを新会長に選出した。